# Gloriana Ranocchini
Gloriana Ranocchini, née en 1957, est une femme politique saint-marinaise.

## Biographie
Gloriana Ranocchini est membre du Parti socialiste saint-marinais. 
Elle est capitaine-régent de Saint-Marin du 1er avril 1984 au 1er octobre 1984 en tandem avec Giorgio Crescentini, et du 1er octobre 1989 au 1er avril 1990 en tandem avec Leo Achilli.